# 河東町谷沢
河東町谷沢（かわひがしまち たにさわ）は、福島県会津若松市の大字である。郵便番号は969-3482。

## 地理
会津若松市北部の河東地区（旧河沼郡河東町域）に属する。北で河東町代田。北東で河東町熊野堂、南東から南にかけ河東町郡山、西で河沼郡湯川村桜町とそれぞれ隣接する。概ね町村制施行以前の河沼郡谷沢村の流れを汲む地域である。河東地区西端部に位置し、一級水系阿賀野川水系溷川右岸側域の一部を主な範囲とする。中央部を南北に国道121号とJR磐越西線が縦断し、東西に福島県道33号会津坂下河東線が横断する。域内全域にわたり水田が広がり、中央部の高畑、東部の京手に集落が点在するほか、南西部には福島県立医科大学会津医療センター附属病院が立地し、地域医療の中核の一端を担っている。

### 河川・湖沼
一級水系阿賀野川水系
- 溷川

### 主な字
字
- 京手
- 沢目
- 沢目甲
- 十文字

- 瀬戸田
- 瀬戸田甲
- 高畑
- 八百苅乙

- 前田
- 前田甲
- 四人役乙

## 歴史
- 1875年 -  京手村と高畑村が統合され、谷沢村が発足する。
- 1879年1月27日 - 谷沢村が福島県内における郡区町村制の施行により河沼郡の村となる。
- 1889年4月1日 - 町村制の施行により谷沢村が周辺7村と合併し堂島村が発足する。旧谷沢村域は堂島村の大字となる。
- 1957年4月1日 - 堂島村が日橋村と合併して河東村が発足し、河東村の大字となる。
- 1978年4月1日 - 河東村が町制施行し、河東町の大字となる。
- 2005年11月1日 - 河東町が会津若松市に編入され、会津若松市の大字となる。

## 世帯数と人口
2024年1月1日現在の世帯数と人口は以下の通りである。
| 大字       | 世帯数 | 人口  |
| ---------- | ------ | ----- |
| 河東町谷沢 | 54世帯 | 131人 |

## 小・中学校の学区
市立小・中学校に通う場合、学区は以下の通りとなる。
| 番地 | 小学校                       | 中学校                       |
| ---- | ---------------------------- | ---------------------------- |
| 全域 | 会津若松市立河東学園前期課程 | 会津若松市立河東学園後期課程 |

## 交通

### 鉄道
JR東日本
- 磐越西線

### 道路
- 国道121号
- 福島県道33号会津坂下河東線
  - 溷川橋
- 幹線二級市道39号

## 施設
- 会津若松警察署 十文字駐在所
- 福島県立医科大学会津医療センター附属病院
- 河東公民館高畑分館
- 京手多目的集落センター
- 堂島郵便局
- 古峯神社